# Cyphernomicon
El "Cyphernomicon" es un documento escrito por Timothy C. May en 1994 para la lista de correo electrónico Cypherpunks, delineando algunas ideas sobre el criptoanarquismo y sus efectos. Constituye uno de los documentos fundacionales de esa filosofía, abogando por el dinero electrónico anónimo y la privacidad electrónica, y tratando otros temas más especulativos.
El documento está escrito y formateado como un extenso FAQ. Contiene notas cortas sobre ideas, preguntas y afirmaciones ordenadas en secciones. También contiene el ensayo de May de 1992 "The Crypto Anarchist Manifesto", en la sección 16.4.2.

## Ejemplo
```
16.2 - SUMMARY: Crypto Anarchy

16.2.1. Main Points
  - "...when you want to smash the State, everything looks like
     a hammer."
  - strong crypto as the "building material" for cyberspace
     (making the walls, the support beams, the locks)
16.2.2. Connections to Other Sections
  - this section ties all the other sections together
16.2.3. Where to Find Additional Information
  - again, almost nothing written on this
  - Vinge, Friedman, Rand, etc.
16.2.4. Miscellaneous Comments
  - a very long section, possibly confusing to many

```